# Paytm
Paytm là một cổng thanh toán và công ty thương mại của Ấn Độ có trụ sở ở Delhi NCR, India. Ra mắt vào tháng 8 năm 2010, nó là thương hiệu tiêu dùng của công ty mẹ One97 Communications. Tên gọi của nó là từ viết tắt của "Pay Through Mobile" (thanh toán qua điện thoại di động).
Năm 2015, Paytm trở thành công ty Ấn Độ đầu tiên nhận được quỹ từ công ty thương mại điện tử Trung Quốc Alibaba, sau khi nó gọi vốn được hơn 625 triệu USD khiến giá trị công ty lên đến 1.5 tỉ USD. Tập đoàn Alibaba là cổ đông lớn nhất của One97 Communications (công ty mẹ của Paytm). Vào tháng 8 năm 2016, Paytm nhận được đầu tư từ Mountain Capital, một trong những quỹ đầu tư của MediaTek từ Đài Loan, khiến giá trị Paytm lên đến 5 tỉ USD.

## Ngân hàng liên kết
BIDV